# Brattbackssjön
Brattbackssjön är en sjö i Falu kommun i Dalarna och ingår i Gavleåns huvudavrinningsområde.